# Deserto de Black Rock
O Deserto de Black Rock (em inglês:  Black Rock Desert) é uma região árida na parte norte do estado do Nevada, do Grande Bacia dos Estados Unidos.
O Black Rock (rocha negra, em livre tradução) faz parte da Área de Conservação Nacional daquele país de Black Rock Desert-High Rock Canyon Emigrant Trails, criada por lei no ano 2000; o lugar é chamado em parte de "Grande Bacia" em razão de, por causa das montanhas que o cercam, as águas não se escoarem durante as chuvas e ali ficarem concentradas até serem evaporadas pelo vento e pelo sol; é ainda chamada de "the Big Empty" (o Grande Vazio), muito embora ali existam pessoas, animais (incluindo cavalos selvagens) e plantas.

## Geologia
A "bacia" ali foi formada com o leito marinho que foi elevado com a movimentação das placas tectônicas; originalmente a região onde estão os estados de Washington, Califórnia e Oregon e ainda partes de Idaho e Nevada ainda não tinham se formado e situavam-se na linha do Equador quando a placa oceânica deslizou em fenômeno de subducção sob a Placa Norte-Americana provocando o surgimento de várias ilhas vulcânicas.
Numa dessas colisões parte da placa oceânica, junto a uma série de ilhas de origem vulcânica, ficaram agregadas à placa continental; a própria Black Rock que dá nome ao lugar é uma dessas antigas ilhas; fósseis de seres marinhos são facilmente encontrados no lugar.

## Histórico e eventos
Chamada de Black Rock Playa (literalmente, Praia de Black Rock), a região fez parte do roteiro dos pioneiros que, em seus carroções, realizavam a marcha para o Oeste a partir da década de 1840.
Modernamente o lugar foi o escolhido para se estabelecer as marcas de recorde de velocidade em terra; visitantes ali realizam acampamentos, dirigir velozmente pela Playa, refazer o caminho das trilhas históricas ou, ainda, lançamento de foguetes de alta altitude.
Este deserto é também palco do festival de contracultura Burning Man.

## Imagens

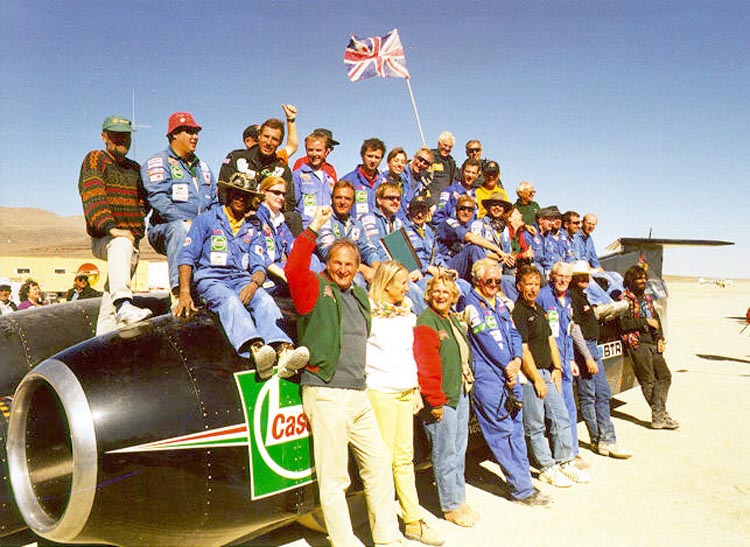
A equipe Thrust SSC depois de recorde de 1997
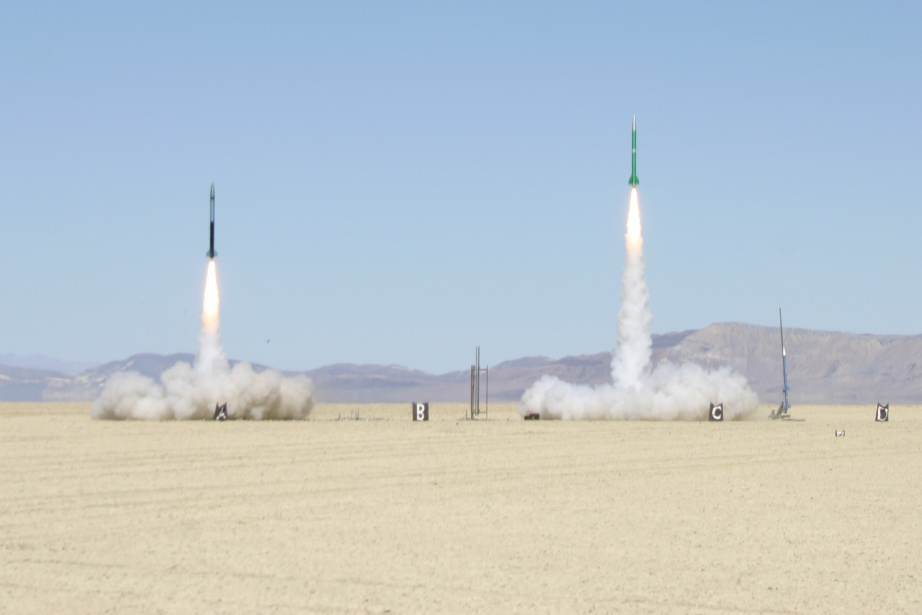
Lançamento de foguetes espaciais
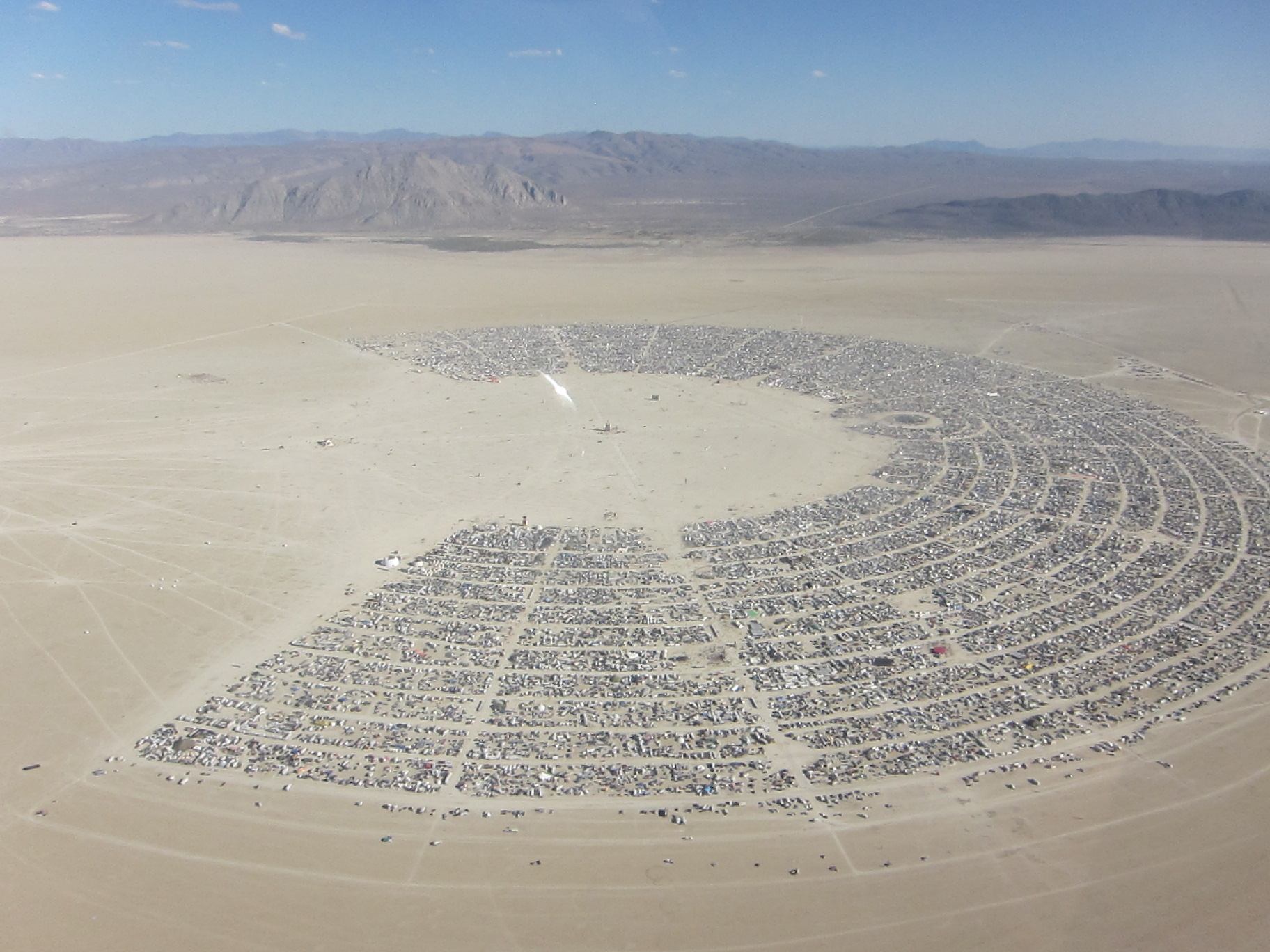
Festival Burning Man